# Cmentarz w Różanie
Cmentarz w Różanie – cmentarz katolicko-prawosławny znajdujący się na miejskim wzgórzu w Różanie. 

## Historia
Nekropolia powstała w II połowie XVIII wieku. W 1792 wzniesiono na niej kaplicę św. Kazimierza autorstwa Jana Samuela Beckera. Zachowały się nagrobki m.in. Aleksandra i Wiktorii Nowickich (zm. odp. 1885, 1897), Antoniego Budkowskiego (zm. 1827) i Karoliny z Ostromęckich Korczyc (zm. 1901). 